# کتوکو مارو (۱۹۷۳)
کتوکو مارو (۱۹۷۳) (به انگلیسی: Kōtoku Maru (1937)) یک کشتی بود که طول آن ۴۸۶ فوت (۱۴۸ متر) بود. این کشتی در سال ۱۹۳۷ ساخته شد.